# Let It Rock
«Let It Rock» es una canción del grupo norteamericano de hard rock Bon Jovi. Aparece como primera canción del álbum Slippery When Wet, que salió a la venta en 1986.

## Contexto
La canción empieza con unos teclados de iglesia, por parte de David Bryan, quien llama a esta introducción "Pink Famingos". Después del solo de Bryan, entra la parte original de la canción con unos gritos en coro ("Uooo oh oh oh oh!").
En la parte del solo de guitarra, Richie Sambora usa varios efectos y técnicas, y en algunas partes Jon aparece gritando "Let It Rock!".
Al final, la canción termina con los mismos gritos del principio, pero con Jon como dirigiendo una banda de guerra, gritando.

## Letra
La letra de la canción, según críticos, parece estar influenciada por Let It Go, de Def Leppard, solo en el coro, aunque las dos bandas lo hacen a velocidades diferentes.

## Presentaciones en vivo
La canción, en vivo, suele durar 9 minutos, y fue tocada sólo en la década de los ochenta. A veces, David Bryan no toca el solo de piano, y en la parte después del solo, Jon hace interactuar al público.

## Miembros
- Jon Bon Jovi - voz
- Richie Sambora - guitarra y coros
- David Bryan - teclados y coros
- Tico Torres - batería
- Alec John Such - bajo y coros

- Datos: Q5973844